# Nzinga delongi
Nzinga delongi är en insektsart som beskrevs av Irena Dworakowska 1974. Nzinga delongi ingår som enda art i släktet Nzinga och familjen dvärgstritar. Inga underarter finns listade i Catalogue of Life.